# 南京港
南京港（深交所：002040）是位于江苏省南京市的沿江商业港口，港口代码CNNJG、港口缩写NKG，位于上海吴淞港上游189海里，芜湖港下游51海里。
南京港地处长江下游，距离长江入海口437公里，位于长江三角洲与中西部地区的交接点、沿长江和东部沿海“T”型经济发展战略带结合部，具有承启东西、呼应南北的独特区位优势，是中国沿海主要港口之一、国家重要的主枢纽港和对外开放一类口岸。
因南京长江大桥净空所限，南京港成为江海大型船舶进江的终点。

## 地理条件
南京港港界为北岸上至驻马河口，下至泗源沟，全长110公里；南岸上至慈湖口，下至大道河，全长98公里。目前，南京港共拥有生产性泊位257个，其中万吨级泊位44个，总通过能力1.6亿吨。

## 交通条件
南京港主要有铁路、公路、水路、航空、管道五种交通方式：
- 经过南京市的铁路干线有京沪、宁西、宁启和宁铜铁路，另外还有连接开发区的地方铁路；

- 公路方面，经过南京市的有沪宁、宁杭、宁高、宁马、宁洛、宁连、宁通等高速公路，104、205、312、328等国道，以及多条省道；
- 水路方面，南京港作为长江上的港口，可以向上游前往长江及支流的地区，或向下游前往外洋，还可以前往京杭大运河流域；
- 连接或经过南京的主要管道有鲁宁管线、甬沪宁管线和仪长管线；
- 另外，南京港还可以通过禄口机场与航空运输连接。

## 历史

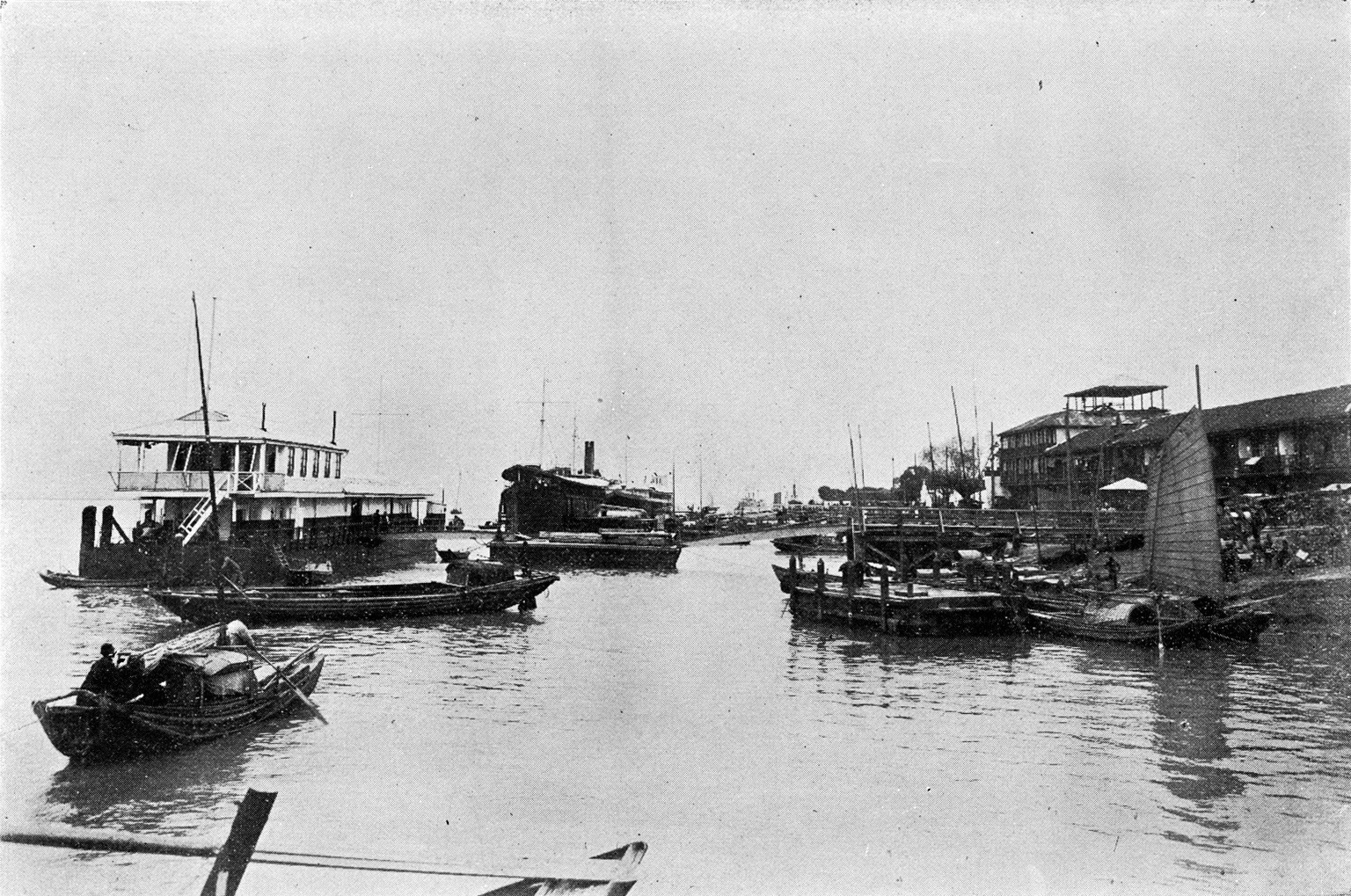
1900年代的下关码头

## 岸线
南京港的港界为：长江北岸上至驻马河口，下至泗源沟，全长110公里；南岸上至慈湖口，下至大道河，全长98公里。
1899年南京开埠后，南京口理船厅便宣布，在港界限内设置码头、建筑等需得到理船厅的批准。1929年的《首都计划》中首次对南京港的码头布局做出了规划。南京市政府也参与管理：不仅开始行使对岸线的审批权，还在1935年发布了《南京市码头管理及租凭规则》，规定岸线建筑物“不得妨碍他人码头及公共交通”。1953年起，南京市人民政府也将码头列入城市规划中。1983年获批的《南京城市总体规划(1981-2000)》中，加强岸线的统一管理成为了重要的内容。至1999年，长江两岸已使用岸线117.6公里，已规划46公里，剩下44.4公里被认为不宜设立港口。

### 坍塌
南京港的岸线曾多次坍塌，有记载的坍塌如下：
- 1548-1567年，上新河镇附近纵深5公里的陆域发生坍塌；
- 1903年1月12日，下关港区的太古码头（今下关2号码头）发生坍塌，旁边的交通设施、货运设施和150人都跌入江中；
- 1939年2月，下关港区1、2、3号码头塌方；
- 1947年3月4日，下关港区招商局所属3、4号码头一段长88米、宽14米的江岸突然塌方，造成40人死亡，10余人重伤，19艘船只翻沉；这次事故被称作“下关惨剧”；当年12月，2、1、3号码头相继坍塌，导致1-4号码头全部损毁，只能重新编号；
- 1945年开始，浦口的岸线也开始坍塌，至1948年4月已危机到三民码头（今浦口煤港）和交通码头，甚至还危及到浦口电厂和浦口火车站的安全；
- 1968年，浦口侧岸线又出现险情，到1970年5月30日、31日，木材码头至煤码头的岸线都坍塌入江中，造成4人死亡，直接损失300万元。

1947年，“下关惨剧”发生后，南京市政府工务局抛下了1万立方米的石块作为应急措施，又邀请了茅以升等专家一同勘察、设计治理办法。在勘察后，专家们提出先施行紧急办法，从1947年5月开始，在险要的江岸处打桩两排共456根，并在桩间铺设宽6米的蛇籠，使岸边的马路得以恢复通车。12月，交通部、水利部和南京市政府订立了江岸整治计划，并于翌年6月至9月间完成施工，共护岸442米，使用石料1640立方米。

## 港区
南京港一共有13个港区，其中南岸8个，北岸5个。

### 南岸

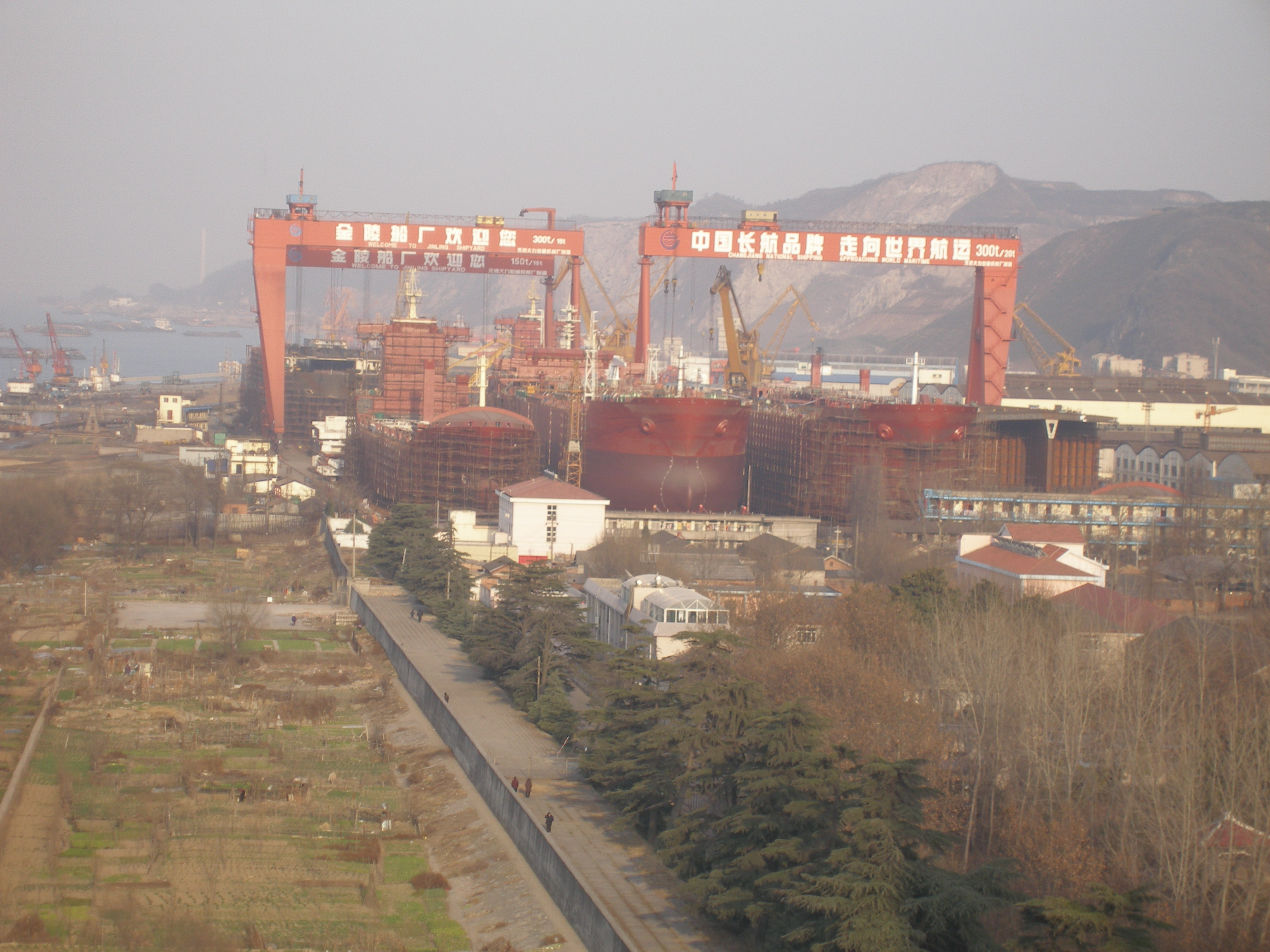
南岸上元门附近的金陵船厂

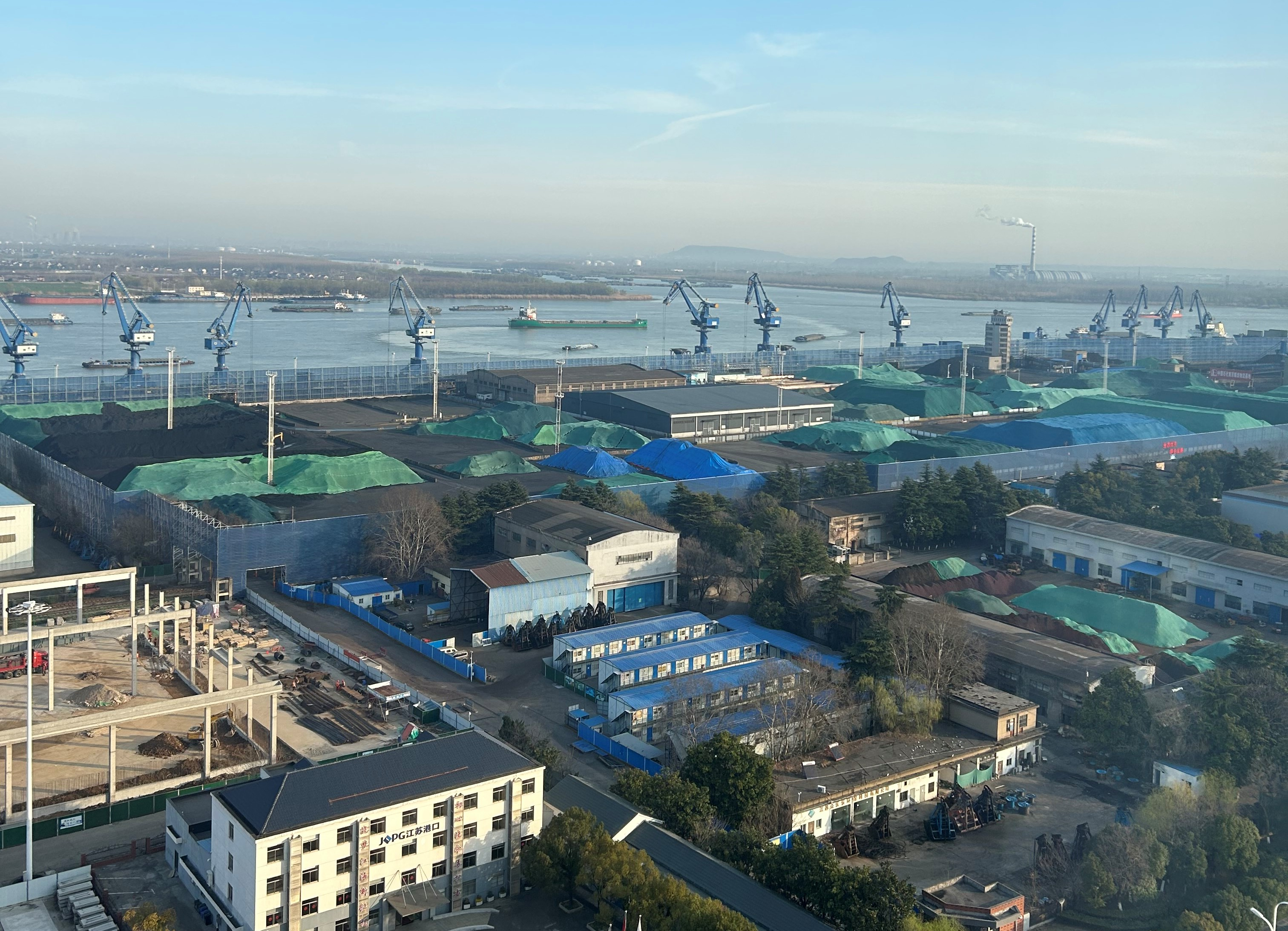
煤炭港

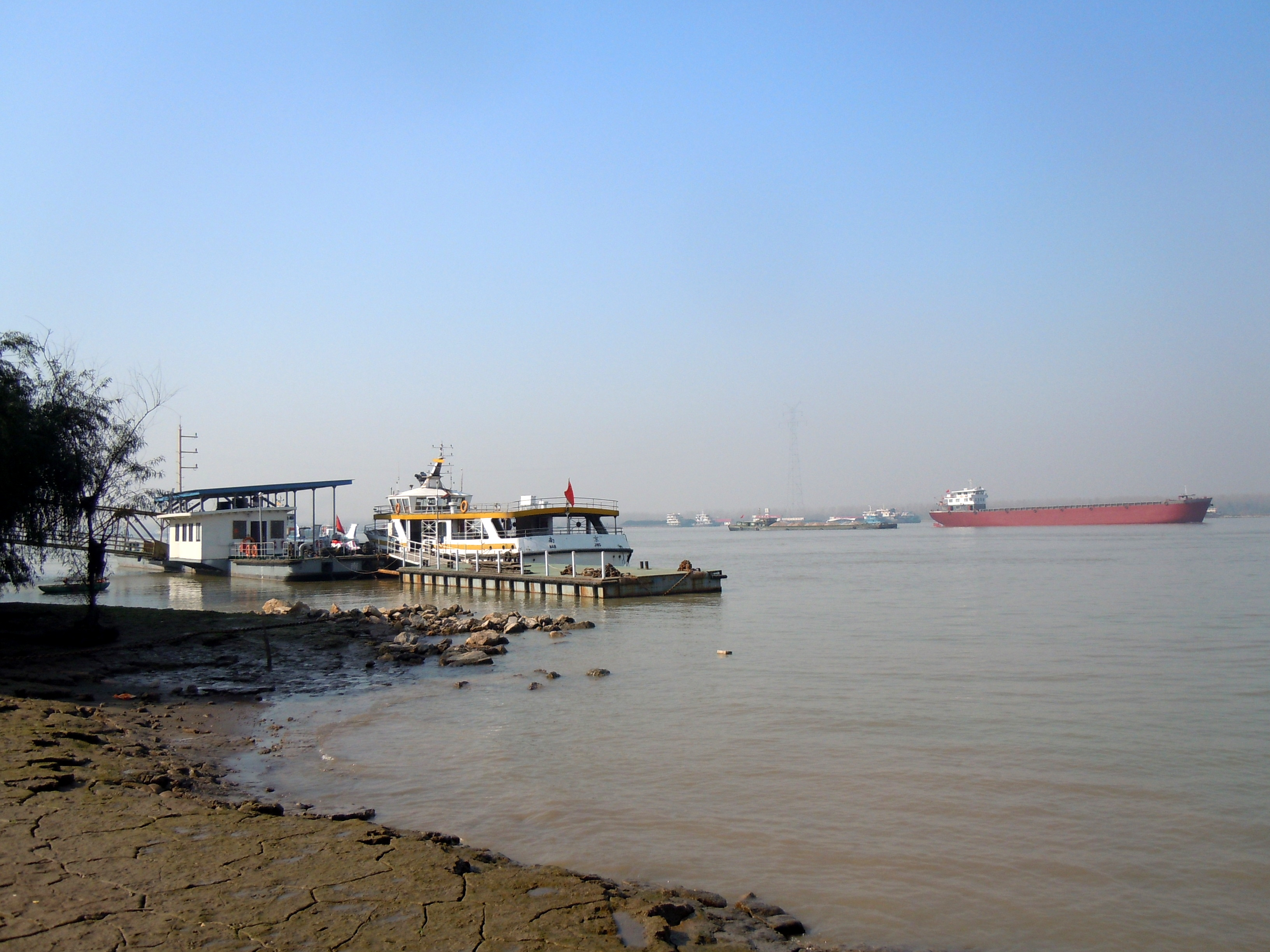
燕子矶码头

- 龙潭港区位于南京市栖霞区龙潭街道，岸线长10公里，水深常年保持在12.5米左右。龙潭港是南京港的主要港区，主要以集装箱、大宗散货和滚装运输为主[5]，年通过能力为4096万吨[4]，2017年时的吞吐能力达到了285万标箱/年[5]。龙潭港的集装箱港区是南京地区国际集装箱进出口的唯一通道[6]，连入的航线不仅能到达长江中上游和中国各大港口，还能直达日本和韩国。早在2005年，龙潭港区就得到了上海洋山深水港的投资，并成为了“江海联运”的中转站——一些来欧洲的货轮运营商会在离开龙潭港区后，开往洋山港中转[7]。港区内还有新加坡金鷹集團投资的粮食物流园[8]、枢纽经济区[6]和保税物流中心[9]。

- 新生圩外贸港区是南京港的其中一个装卸作业区，位于栖霞区[3]。2019年3月16日，新生圩港设立了正处级的新生圩海关，负责南京港和铁路口岸通关监管业务[10][11][12]。该港区由南京第四港务公司运营。南京城北铁路环线连接了新生圩港区和京沪铁路[13]。

- 下关港区位于下关区，是南京市内最早的港区。早在1900年代就陆续有德国、英国和日本的企业在此设立码头；由于当时中国国力孱弱，外国军舰可以随意游弋，水兵甚至可以在岸上驻扎。[14]下关港区将转变功能，改为提供旅游客运、城市观光服务[15]。

- 上元门港区：未来上元门港区将被改造为游艇码头，并预留国际邮轮码头的位置[15]。

- 栖霞港区：1971年，一座油港在此建成[16]。为保障长江饮用水和航运的安全，从2018年2月开始，栖霞港区停止了油轮过驳作业。[17]
- 马渡港区
- 铜井港区
- 板桥港区

### 北岸
- 浦口港区

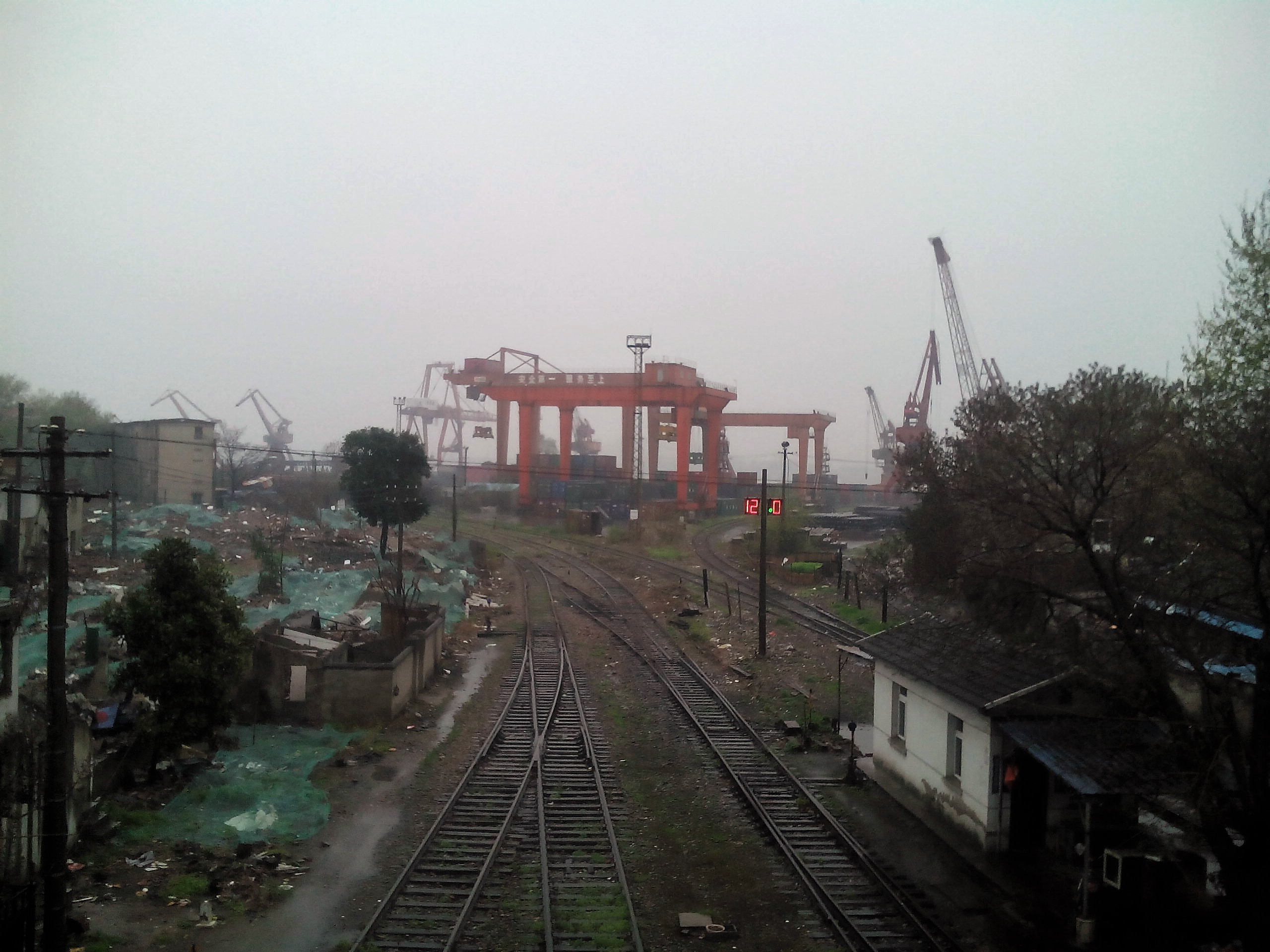
浦口港区位于南京北站附近的铁水联运交接点

  - 浦口煤港是长江沿线著名的煤炭中转港口[18]。该港口最初于1941年由侵华日军建立，后在1961年开始改造，并于1965年完工[3]。完工后，南京港的吞吐量增加到500-600万吨[16]。至1999年，浦口煤港共有码头4座[3]。目前该港区由南京第三港务公司运营[18]。
- 西坝港区
- 仪征港区
- 七坝港区
- 大厂港区

## 管理
1899年3月31日，安格聯根据总税务司赫德的命令来到南京；在与兩江總督劉坤一商谈后，他于5月1日宣布金陵关开关，南京正式开埠。彼时的金陵关下设大胜关、划子口、浦口和下关四个关口。
1937年12月13日，日军侵占南京后，金陵关闭关。1945年，抗日战争胜利，金陵关于9月重新设立。1950年2月25日，金陵关被撤销。
1952年7月，南京港务管理局成立，隶属长江航运管理局领导。2001年中国港口管理权限下放地方，南京港务管理局联合南京长江油运公司、中国南京外轮代理公司等企业成立南京港口集团公司，2017年与连云港、苏州、南通、镇江等港口公司整合成立江苏省港口集团。

## 运营数据
2016年，南京港货物吞吐量2.28亿吨，其中长江港口完成2.20亿吨，集装箱吞吐量308万标准箱（20英尺），40英尺箱吞吐63万箱。水路货运量1.38亿吨，水路货物周转量2,185亿吨公里，铁水联运1,149万吨。煤炭、石油制品、金属矿石、集装箱、钢铁、化工原料占总吞吐量的86.6%:100-101。全年进出口货运量2,166万吨，94万标准箱。